# Азандски праг
Азандски праг је висораван која се пружа између Централноафричке Републике, ДР Конга и Јужног Судана. Представља развође између сливова река Нил и Конго. Просечна надморска висина је око 1000 метара. У геолошкој грађи доминира пешчар. У побрђу Азандеа извиру реке Вав, Суе, Уеле и др. Предео је добио име по народу који је претежно насељава - Азанде.